# 招待所

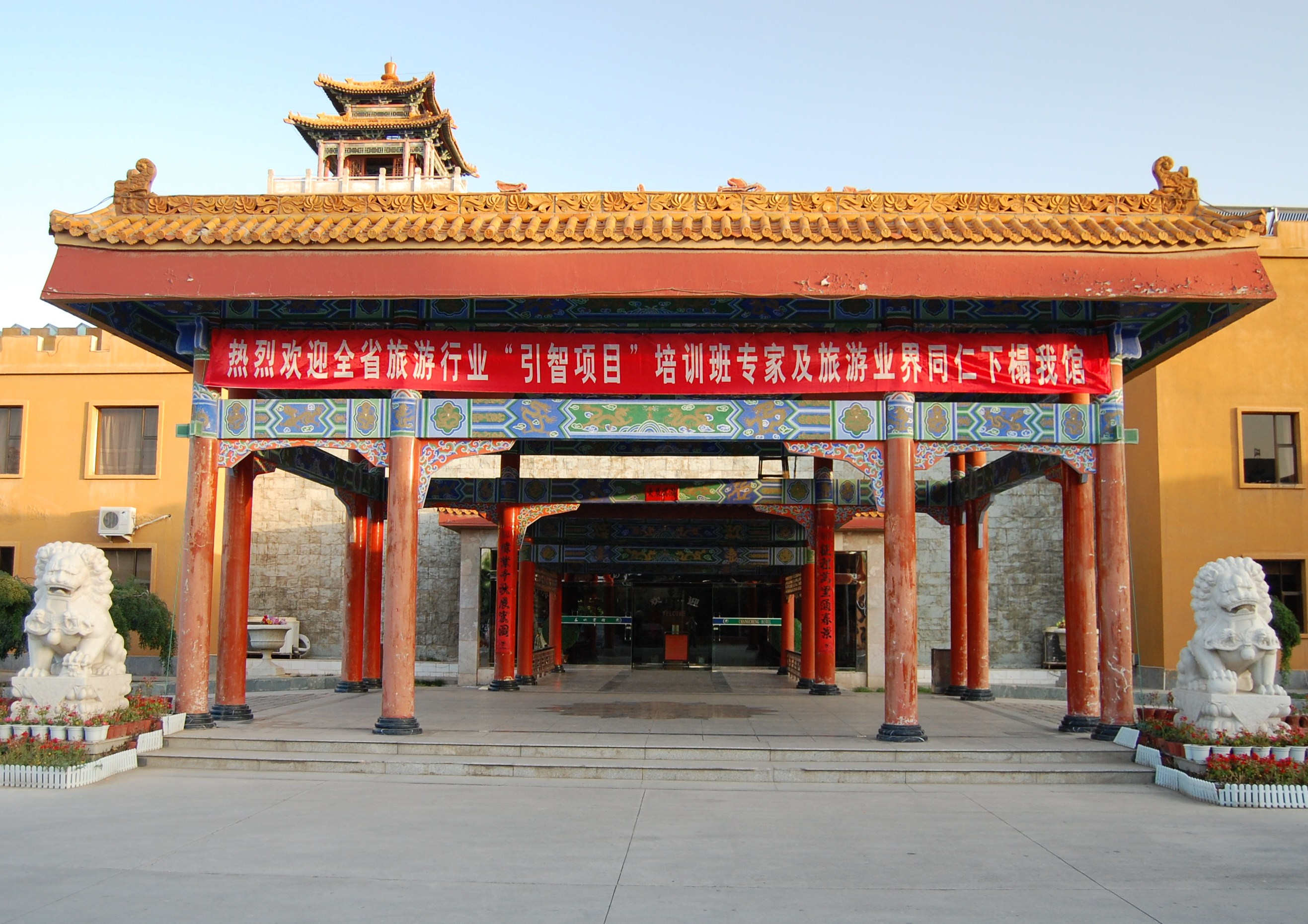
嘉峪關的一間招待所

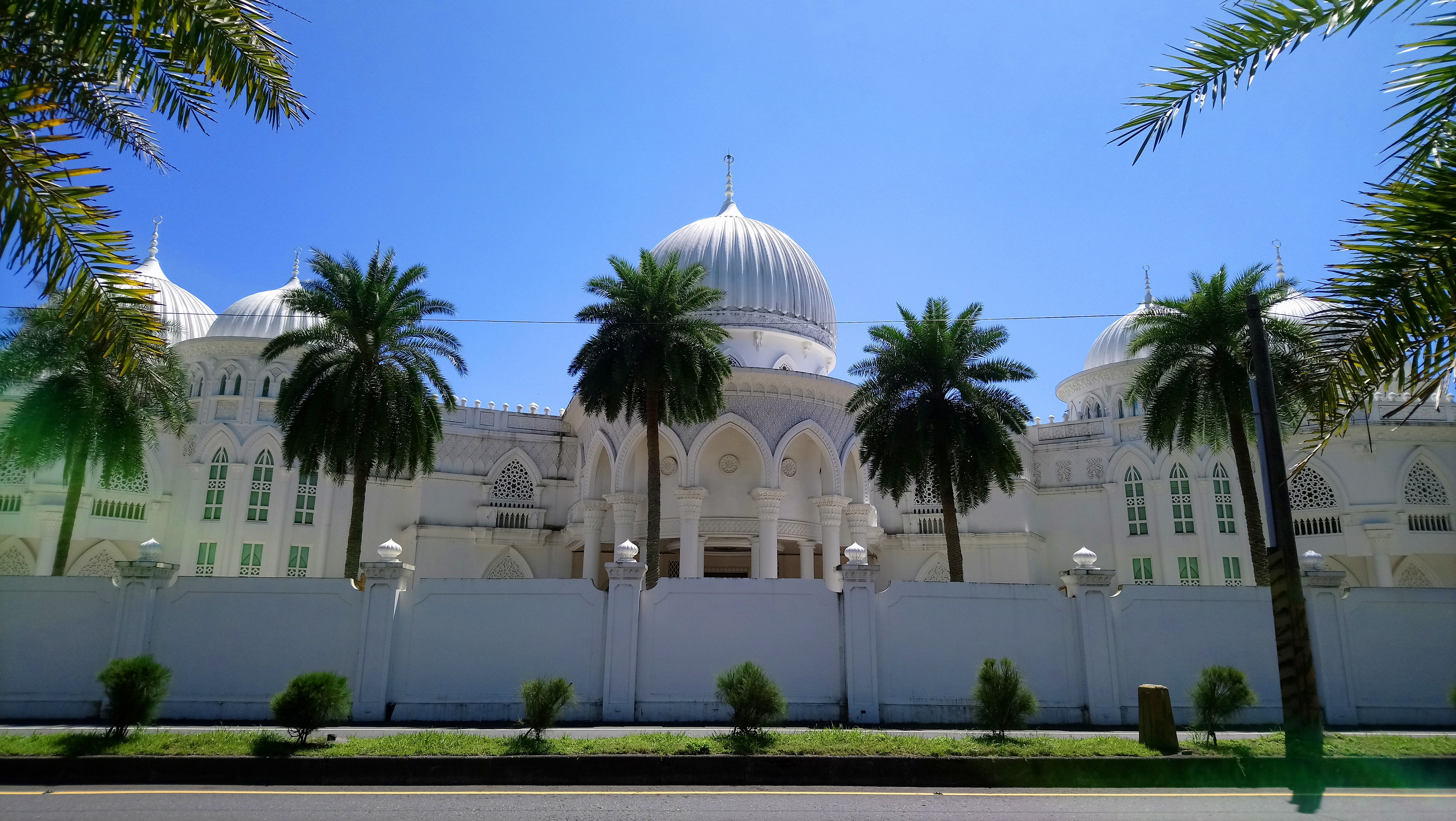
宜蘭縣頭城鎮外澳林昭文招待所

招待所指用於組織和组织用于系统的內部服務接待或私人開闢的專門用於會客接待的旅舍（Hostel）。詞語「招待所」在中國大陸、台灣和朝鮮較常見，含義基本相同。招待所、旅舍（Hostel或Guest house）和旅館（Hotel）不同，設備較為簡陋。早期台灣將Youth Hostels譯為青年招待所，現譯為青年旅舍。

## 起源
招待所之名最早源於何時很難考證，但中國大陸在中華民國時期就有此名，國民政府在各個省設有招待所。

## 台灣的招待所
台灣日治時期的「赤十字社」在戰後由台灣省行政長官公署接收委員會接收並撥充爲東南長官公署招待所，在現在的台灣，政界、商界要人有私人招待所，這些私人招待所多設置於持有之办公大楼或豪宅別莊內，如蔡銘杰招待所、八樓招待所、八八會館。
台灣《蘋果日報》2006年12月18日社論〈花酒政黨〉提到：「（政黨黨員）在招待所酒色財氣並不犯法，但屬風紀腐敗，是不良示範。國、民兩大黨都有些秘密的私人招待所可以吃喝嫖賭，有些幾乎新聞圈內人人皆知。他們在裡面招來酒店小姐，猜拳行令、酒酣耳熱、左擁右抱之餘，也談些利益輸送、內線交易、權謀詭計、黨國大事。酒色多了，不免失態，噁心難看一應俱全。」

## 中国大陆的招待所
在中國大陆，招待所爲計劃經濟時代用於提供短暫住宿和餐飲的服務場所，這種服務場所不同於酒店，不完全以營利爲目的，部分依靠主辦單位的經濟補貼，主要用於優先滿足機構組織系統內部接待業務往來單位人員暫住需要。伴隨政策的放鬆和商品經濟的發展，以營利爲目的的酒店（旅店）服務單位部分冠以「招待所」之名面向社會大衆主要提供住宿服務。1978年以後隨著改革開放和市場經濟發展，「招待所」全部轉型賓館酒店，面向社會公衆提供服務，只有極少數部分爲政府組織提供服務的賓館酒店由仍舊由政府提供財政補貼。進入1990年代以後，以「招待所」冠名的服務單位漸漸少見，或者同一各服務單位同時挂以「招待所」和「酒店」之名。
1990年代以后的纯意义的招待所为现代概念的经济型酒店，服务价格相对于高级酒店低廉很多。一部分属于企业、教学机构的附属设施，或之前属于政府部门的附属机构，另一部分为社会所办，主要提供住宿，极少部分附带餐饮服务；多位于远离闹市区的街巷，另外相当数量的火车站、汽车站和航运码头设有。

### 便民招待所
便民型招待所多称为「个体招待所」或称「私人招待所」，也被称为「便民旅店」、「个体旅店」或「私人旅店」，类似于北美的「住宿加早餐酒店」，由城镇居民家庭或进城务工人员家庭承租房屋开办。服务对象多为进城务工农民和其他低收入迁徙流动人口；服务内容仅限于住宿，而且绝大多数便民招待所没有办理卫生许可证和营业执照。
1980年代分布于城市、集镇。1980年代初期维持以前的价格水平，这类招待所的服务价格每个床位每天最低价格多为1～2元人民币，如位于湖南省长沙市的橘子洲大桥桥东的轮船客运码头和下河街附近个体居民客店在1982年每个床位价格1元，之后调至2元，至1990年后期拆迁以前价位未超过20元。每个房间床位由2个到5个或更多，床位越少，价格越高，房间多无独立卫生间。这一时期此类服务设施卫生条件差、服务质量不高。
到1980末期或1990年代初期以后，诸多进城务工农民承租居民房屋开办私人旅馆，多以招待所冠名。这类服务设施的卫生条件有了改善。1980年代末期、1990年代中期，最低价格达5元～10元，发达的大中城市10～20元。1990年代中后期开始，便民招待所服务设施大有改观，卫生和服务质量差的渐渐淡出市场，取而代之的为卫生设施较齐全、卫生服务质量较高的个体酒店。

### 公办招待所
进入1980年代以后，国有、集体招待所均转向面向社会提供服务，这期间，自国务院和中共中央各部办委、军队及各大军区、全国性社会团体、人大与政协，直至省一级政府部门的内设招待所，各地区行署、地级市政府、人大、政协、军分区的内设招待所，由于具备雄厚的财政支持，渐渐转向经营大中性酒店业务，部分实力雄厚的酒店到1990年代中期上升至三星到五星级等级。与此同时，部分省级行政部门内设招待所、地区地级市一级行政部门内设招待所、县级政府（人大、政协）招待所由于财力问题开始经营中小型酒店业务，到2000年前后基本全部转型经营酒店，极少部分保留招待所招牌，但经营方式和服务对象和酒店模式完全相同。随着部委、国家局体制改革，1998年底原隶属国务院各部委、国家局的企业全部与政府脱离。
高等院校、金融系统、大中型国有企业、部分县级和乡镇基层政府、街道办事处、社区居民委员会或社团组织内设招待所部分仍旧保留招待所的招牌，其中绝大多数只能经营小型酒店业务，或在1990年代开始承租给私人经营。此类小型酒店或招待所到进入1990年代以后，具备面向社会提供食宿设施的能力，客房和卫生设施接近大型宾馆的要求；经过改造，住宿和餐饮设施具备大中型旅游团体、小型会议的接待能力；服务价位为约为当地三星级酒店一半。
到2000年，以前存在的国有、集体招待所除少部分完全转向大中型酒店经营以外，大部分经营中小型酒店经营，另一部分仍在招待所名义下经营小型酒店业务。转型为大中型酒店的基本为国有控股经营企业、或完全的私营（民营）企业。维持招待所招牌的小型招待所均为私人租赁经营或完全出让产权私人经营，一部分为提供餐饮、住宿的企业，另一部分仅提供住宿服务。

## 延伸閱讀
- 原日本海軍鳳山無線電信所，在第二次世界大戰後改為「鳳山招待所」使用，雖然名為招待所，但實際上是偵訊、拘禁海軍總部臺灣工作隊所逮捕的軍中政治犯及思想犯之場所，最初為臨時編組，之後由中華民國海軍總部政戰部第四組管轄，被拘禁的官兵會被所方稱做是「來賓」。